# Билаан
Билаан — один из коренных народов на Филиппинах. В переводе значит «горные люди». Народ обитает на острове Себу и других муниципалитетах Южного Котабато. Данный народ являются одной из основных немусульманских племенных групп на юге Филиппин. Они славятся своим богатым и красочным культурным наследием, этническим искусством и ремеслом, таким как латунные украшения и традиционные вышивки бисером. Народ делится на пять групп, в зависимости от их места проживания. Они входят в число горных народов Минданао . Численность составляет приблизительно 100 тыс. человек. Из источников известно, что у народа Билаан есть сходство с его соседним народом багобо, культурными же связями сходны с магинданао и маранао. Билаан включает три этнические группы : собственно билаан, булуаны и балуд. Язык билаан образует три диалекта, на которых говорят члены каждой из групп. Помимо основного языка пользуются государственными английским и тагальским. Особый признак, даже отличительная особенность, позволяющая билаан выделяться на фоне соседних народов — это их низкий рост. У билаан в целом сохранился традиционный жизненный уклад. Влияние христианской и исламской культуры в сравнении с береговыми народами не так велико. Есть стремление к независимости, дальнейшему сохранению самобытности. Тем не менее, по сравнению с другими горными народами, народ билаан достаточно цивилизован.

## Основные занятия
Традиционным занятием народа является ручное подсечно-огневое и переложное земледелие (суходольный рис, абака, зерновые, сладкий картофель, овощи), собирательство. Также развита ловля рыбы. Природные материалы служат сырьем для ремесел. Билаан ткут материю из абаковых волокон, занимаются окрашиванием тканей, вырезанием по дереву, делают оружие.

## Проживание
Поселения билаан — относительно небольшие. Вплоть до середины XX века были распространены временные убежища. В прошлом селения нередко носили временный характер. Дома возводятся на деревянный, металлический, или железобетонный стержнях(сваях), внутри имеют одну комнату. Материалом для постройки обычно являются бамбук или дерево.

## Традиционная семья
Семьи народа невелики. Тесные семейные узы всегда были признаны в качестве одной из основных ценностей семьи билаан и глубоко укоренились в культуре. Многоженство не распространено. После заключения брака молодожены могут жить отдельно от родичей, также возможно переселение в род мужа или жены. Существует символический выкуп за невесту. Также известна традиция, по которой помолвка жениха и невесты заключается ещё в детском возрасте. В брак они вступают позже, когда подрастают. Власть над билаан находится в руках вождей, возглавляющих сразу несколько селений.

## Религия
Культура билаан по своему уникальна. В нём преобладает культ духов, предков, обычай захоронений в бамбуковых или деревянных гробах на деревьях, веру в существование добрых и злых духов, культы плодородия. Есть развитый фольклор. Племя практикует коренные ритуалы практически для всего что они делают, потому что, их вера в верховенство великого Творца по имени Малу или D’Wata， который по их мнению является источником всего, велика. Билаан строго взаимодействует с окружающей средой, он уважает волю Создателя, и не имеет право трогать или уничтожать любое существо или объект без его разрешения. Они считают, что есть только одно Высшее Существо, которое правит космосом, а также в существование души, которая при выходе из тела вызывает болезни и даже смерти. Мужчины народа носят длинные волосы и имеют право на татуировки на спине, груди и ногах. Одна из частых практик, это сбривание бровей у мужчин и женщин. Преобладает культ духов, предков, обычай захоронений в бамбуковых или деревянных гробах на деревьях, веру в существование добрых и злых духов, культы плодородия. Есть развитый фольклор.

### Ритуалы и танцы
Музыкальные инструменты, такие как деревянные лютни, флейты и бамбуковые трубки широко используются в их ритуалах и танцах. Один из известных танцев ритуал Blit B’laan. Танец имитирующий движения мужской и женской особи птицы во время брачного сезона.

## Национальная одежда
Традиционная одежда в прошлом — это набедренная повязка и передник из материи или тапы (материя из луба, внутренней части древесной коры). Так билаан одевались по состоянию на начало XX века. Позже произошли изменения — был заимствован национальный костюм исламских народов моро. Также получили распространение одежда в европейском стиле. Мужчины билаан ходят вооружёнными самодельным оружием. Женщины украшают себя изделиями из дерева и металла. Например, интересный случай, вещь произведенная народом Билаан была даже заимствована народом Багобо. Это была очень красивая юбка ikat tube из абакового волокна. На языке билаан это называется tabi mlato (Cherubim 2007: 277).
В настоящее же время, присутствуют красочные национальные костюмы, сотканные из абаки и украшенные вышивкой, пуговицами, бусами и тяжелыми ремнями латуни с многочисленными крошечными колокольчиками которые носят в основном женщины племени, так что их приход можно услышать даже с дальней дистанции.
B’laans имеют свои собственные системы ткачества при использованием абакового волокна . Прежде чем начать ткать типичную модель, проводиться ритуал в соответствии с культурой Bilaan, но только ткачи могут знать об этих ритуалах и до принятия любого узора или рисунка, ткачи в первую очередь искали так называемого «божественного руководства». Их ремесла и традиционные наряды приносят почти к каждой церемонии, и рассматриваются как бесценное имущество, которое предлагается в качестве приданого во время свадьбы. Также они использовались в качестве оплаты за преступления, совершенные в отношении лица или для урегулирования споров между воюющими кланами.